# Antonio de Santa Cruz
Antonio de Santa Cruz fue un guitarrista, vihuelista y compositor español activo en torno a 1700. Es el autor del Libro donde se verán pazacalles de los ocho tonos i de los trasportados, escrito en torno a tal fecha. El libro está escrito para biguela hordinaria según su página inicial, pero es claro que se trata de un instrumento de cinco órdenes afinado como la guitarra del momento. Contiene danzas tradicionales españolas, con ornamentos anotados (trinos, ligaduras, vibrato).